# Kackerudsmossen
Kackerudsmossen este o arie protejată (arie specială de conservare — SAC, sit de importanță comunitară — SCI) din Suedia întinsă pe o suprafață de 76,2 ha, integral pe uscat.

## Localizare
Centrul sitului Kackerudsmossen este situat la coordonatele 59°18′39″N 12°52′42″E / 59.3109°N 12.8782°E.

## Înființare
Situl Kackerudsmossen a fost declarat sit de importanță comunitară în mai 2006 pentru a proteja un număr necunoscut de specii din flora spontană și fauna sălbatică aflate în arealul zonei. Situl a fost protejat și ca arie specială de conservare în ianuarie 2014.

## Biodiversitate
Situată în ecoregiunea boreală, aria protejată conține 1 habitat natural: Turbării active.
La baza desemnării sitului se află un număr nedeclarat de specii protejate.